# Фелькнер (дворянский род)
Фелькнер (нем. von Völkner) — дворянский род.

## Герб Фелькнеров
01 мая 1853 года Фелькнерам был пожалован герб, который выглядел следующим образом:
В щите черного цвета накрест золотые молот и кирка. Над ними золотое солнце с лицом. Над щитом дворянский коронованный шлем с тремя страусовыми перьями черного цвета. Намет золотой, подложен черным.

## Известные представители рода Фелькнер в Российской империи
- Фёдор Христианович Фелькнер (1728—1796)

- - Август Фёдорович Фелькнер
  - Иван Фёдорович Фелькнер (1763 — после 1815)
    - Фёдор Иванович Фелькнер (1802—1877)
      - Илиодор Фёдорович Фелькнер (1829—1895)
        - Дмитрий Илиодорович Фелькнер (1854—1923)

    - Владимир Иванович Фелькнер (1805—1871)
    - Павел Иванович Фелькнер[вд] (1810—1862)
    - Михаил Иванович Фелькнер (род. 1810)
    - Александр Иванович Фелькнер (род. 1815)

  - Александр Фёдорович Фелькнер (род. 1768)
    - Александр Александрович Фелькнер (род. 1806)
      - Михаил Александрович Фелькнер (род. 1839)
        - Фелькнер, Владимир Михайлович[вд] (1870—1945)

    - Николай Александрович Фелькнер (1817—1878)
      - Александр Николаевич Фелькнер (1817—1878)